# William Strutt (wynalazca)

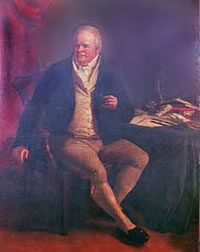
William Strutt

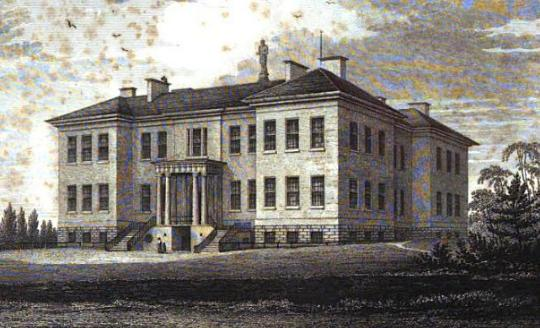
Szpital w derby około roku 1819

William Strutt (ur. 20 lipca 1756, zm. 30 grudnia 1830) – brytyjski inżynier, architekt i wynalazca. Jego rodzicami byli Jedediah Strutt i jego żona Elizabeth Woollat. Szkołę ukończył w wieku 14 lat. W 1793 ożenił się z Barbarą Evans, córką Thomasa Evansa. Miał z nią czworo dzieci, syna Edwarda, późniejszego pierwszego barona Belper, i córki Elizabeth, Anne i Frances.  Zaprojektował między innymi szpital i kilka mostów w Derby.